# Lista do Patrimônio Mundial na Ásia Central
A Organização das Nações Unidas para a Educação, a Ciência e a Cultura (UNESCO) propôs um plano de proteção aos bens culturais do mundo, através do Comité sobre a Proteção do Património Mundial Cultural e Natural, aprovado em 1972. Esta é uma lista do Patrimônio Mundial existente na Ásia Central, especificamente classificada pela UNESCO e elaborada de acordo com dez principais critérios cujos pontos são julgados por especialistas na área. A Ásia Central, uma região berço de diversas civilizações que deixaram um rico legado cultural, é uma das sub-regiões classificadas pela UNESCO, sendo parte integrante da região Ásia e Pacífico.
A sub-região da Ásia Central é composta pelos Estados-membros: Cazaquistão, Quirguistão, Tajiquistão, Turcomenistão, Usbequistão e a porção oriental da Rússia. A Rússia é o país da sub-região com maior número de locais listados como Patrimônio Mundial, com oito locais (todos de classificação Natural); um dos quais é partilhado com a Mongólia. O sítio Itchan Kala (que compõe o Patrimônio Mundial no Uzbequistão) foi o primeiro local da sub-região, listado em 1990.

## Sítios do Patrimônio Mundial
A sub-região da Ásia Central conta atualmente com os seguintes lugares declarados como Patrimônio da Humanidade pela UNESCO:
| Sítio                                                        | Imagem | País                    | Localização                                                     | Critério                          | Ano  | Descrição | Ref. |
| ------------------------------------------------------------ | ------ | ----------------------- | --------------------------------------------------------------- | --------------------------------- | ---- | --- | ---- |
| Itchan Kala                                                  |        | Uzbequistão             | Corásmia 41° 22′ 42″ N, 60° 21′ 50″ L                           | Cultural: (iii), (iv), (v)        | 1990 | Itchan Kala é uma cidade fortificada com muralhas de tijolos localizada no Deserto de Quiva. Foi o principal entreposto de caravanas antes de chegar ao atual Irão. O sítio abriga exemplares únicos da arquitetura islâmica asiática, como a Mesquita de Dojuma, templos, madraças e dois magníficos palácios construídos pelos cãs no início do século XX. |      |
| Centro Histórico de Bucara                                   |        | Uzbequistão             | Bucara 39° 46′ 29″ N, 64° 25′ 43″ L                             | Cultural: (ii), (iv), (vi)        | 1993 | A cidade de Bucara, localizada na Rota da Seda, foi fundada há mais de 2.000 anos. É o exemplo mais perfeito de uma cidade medieval da Ásia Central, onde o tecido urbano permaneceu praticamente intacto bem como inúmeros monumentos, incluindo o famoso Mausoléu de Ismail al-Samani, uma obra-prima da arquitetura islâmica que remonta ao século V. |      |
| Lago Baical                                                  |        | Rússia                  | Irkutsk / Buriácia 53° 10′ 25″ N, 107° 39′ 45″ L                | Natural: (vii), (viii), (ix), (x) | 1996 | O Lago Baical está localizado no sudeste da Sibéria e se estende por uma área de 31,722 km². É o lago mais antigo do mundo (com 25 milhões de anos) e o mais profundo (1,700 m). Abriga 20% da água doce da Terra. Sua antiguidade e isolamento levaram à evolução de alguns grupos animais mais raros do planeta, que são de valor excepcional para a ciência evolutiva, ganhando o nome de "Galápagos da Rússia". |      |
| Vulcões de Kamtchatka                                        |        | Rússia                  | Kamtchatka 56° 20′ N, 158° 30′ L                                | Natural: (vii), (viii), (ix), (x) | 1996 | É uma das regiões vulcânicas mais excepcionais do mundo, com vários vulcões ativos. Os seis locais da propriedade listada contêm a maioria das características vulcânicas da Península de Camecháteca. O contato da atividade vulcânica com as massas de neve gerou uma paisagem bela e vibrante. |      |
| Montanhas Douradas do Altai                                  |        | Rússia                  | República de Altai 50° 28′ N, 86° 00′ L                         | Natural: (x)                      | 1998 | As Montanhas de Altai, no sul da Sibéria, constituem a maior cordilheira da Sibéria Ocidental, nascente dos rios Ob e Irch. Esta região representa a sucessão mais completa de zonas de alta vegetação na Sibéria Central: amplas planícies, amplas estepes com florestas, florestas mistas e vegetação montanhosa. O local também é o habitat de espécies animais ameaçadas de extinção, como o leopardo-das-neves. |      |
| Parque Nacional Histórico e Cultural da "Merv Antiga"        |        | Turquemenistão          | Mary 37° 42′ 03″ N, 62° 10′ 39″ L                               | Cultural: (ii), (iii)             | 1999 | Merv é a cidade-oásis mais antiga e segura da Ásia. Construída na Rota da Seda, as ruínas deste vasto oásis cobrem 4.000 anos de história humana. É possível identificar alguns monumentos remanescentes, sobretudo os que datam dos últimos dois milênios. |      |
| Centro Histórico de Xacrisabez                               |        | Uzbequistão             | Casca Dária 39° 03′ 00″ N, 66° 50′ 00″ L                        | Cultural: (iii), (iv)             | 2000 | O Centro histórico de Xacrisabez inclui edifícios arqueológicos únicos e bairros antigos que testemunham o desenvolvimento antigo da cidade, especialmente o auge de sua prosperidade sob o domínio dos timúridas entre os séculos XV e XVI. |      |
| Sijote-Alín Central                                          |        | Rússia                  | Krai de Khabarovsk 45° 20′ N, 136° 10′ L                        | Natural: (x)                      | 2001 | A cordilheira de Sijote-Alín abriga uma das florestas temperadas mais ricas e isoladas do mundo. É uma área mista entre a floresta boreal e as regiões subtropicais, onde espécies do sul, como o tigre e o urso-do-Himalaia, coexistem com espécies do norte, como o urso pardo e o lince. Este local, que se estende desde os cumes do Sijote-Alín até o Mar do Japão, é importante para a sobrevivência de muitas espécies ameaçadas de extinção, como o tigre-de-amur. |      |
| Samarcanda - Cruzamento de culturas                          |        | Uzbequistão             | Samarcanda 39° 40′ 07″ N, 67° 00′ 00″ L                         | Cultural: (i), (ii), (iv)         | 2001 | A cidade de Samarcanda é um ponto de encontro e um lugar que reúne as culturas de todo o mundo. Foi fundada no século VII a.C. sob o nome de Afrassíabe, e atingiu seu auge na era timúrida, que se estendeu do século XIV ao século XV. Seus principais monumentos incluem a Mesquita do Registão e a Mesquita de Bibi Khanum. |      |
| Mausoléu de Khoja Ahmed Yasawi                               |        | Cazaquistão             | Turquestão 43° 17′ 35″ N, 68° 16′ 28″ L                         | Cultural: (i), (iii), (iv)        | 2003 | O Mausoléu de Khoja Ahmed Yasawi na cidade de Yasi (hoje conhecida como Turquestão) foi construído durante o reinado de Tamerlão (1389-1405). Neste edifício inacabado, engenheiros persas experimentaram novos experimentos de engenharia que mais tarde foram adotados para construir Samarcanda, a capital do Império Timúrida. |      |
| Bacia do Uvs Nuur                                            |        | Rússia Mongólia         | Uvs / Khövsgöl / Zavkhan / Tuva 50° 16′ 30″ N, 92° 43′ 01″ L    | Natural: (ix), (x)                | 2003 | Cobrindo uma área de mais de 10,000 km², o Uvs Nuur é um desfiladeiro fechado localizado no extremo norte da Ásia Central. Seu nome deriva do Lago Uvs, um grande lago raso e altamente salino que desempenha um papel importante na vida das aves migratórias aquáticas e marinhas. O local, distribuído por doze áreas protegidas, inclui um espectro de ecossistemas que representam a riqueza mais proeminente da Eurásia Oriental. |      |
| Sistema Natural da Reserva da Ilha de Wrangel                |        | Rússia                  | Tchukotka 71° 11′ 20″ N, 179° 42′ 55″ L                         | Natural: (ix), (x)                | 2004 | A reserva está localizada no Mar de Tchuktchi, norte da Rússia, e inclui a montanhosa Ilha de Wrangel (7,608 km²), a Ilha Herald (11 km²) e uma área marinha. A Ilha de Wrangel não foi atingida pela Era do Gelo, o que a permitiu manter um grau excepcional de biodiversidade. |      |
| Petróglifos da Paisagem Arqueológica de Tamgaly              |        | Cazaquistão             | Almati 43° 48′ 12″ N, 75° 32′ 06″ L                             | Cultural: (iii)                   | 2004 | Os arredores do Vale do Tamgaly contêm um importante conjunto de cinco mil inscrições em pedra, que datam da segunda metade do século II a.C. até o início do século XX. |      |
| Kunya-Urgench                                                |        | Turquemenistão          | Daşoguz 42° 10′ 59″ N, 59° 05′ 06″ L                            | Cultural: (ii), (iii)             | 2005 | A antiga capital Khwarizm abriga um conjunto de monumentos que datam do período entre os séculos XI e XVI. Esses edifícios - que incluem uma mesquita, fortes, mausoléus e um minarete de 60 metros de altura - testemunham as incríveis realizações arquitetônicas e artísticas que irradiaram para o Irã e o Afeganistão e que mais tarde influenciaram a arquitetura do Império Mongol na Índia durante o século XVI. |      |
| Fortalezas Partas de Nisa                                    |        | Turquemenistão          | Ahal 37° 59′ 59″ N, 58° 11′ 55″ L                               | Cultural: (ii), (iii)             | 2007 | As fortalezas partas de Nisa estão localizados em uma das cidades mais antigas e importantes do Império Parta, que foi uma potência proeminente de meados do século III a.C. até o século III d.C. Os dois castelos permaneceram relativamente intactos por cerca de dois mil anos e ainda contêm vestígios de uma antiga civilização que combinou os elementos de sua cultura tradicional com os das civilizações helenística e romana. |      |
| Saryarqa — Estepes e Lagos do Cazaquistão Setentrional       |        | Uzbequistão             | Aqmola / Qostanay 50° 26′ N, 69° 11′ L                          | Natural: (ix), (x)                | 2008 | Inclui duas áreas protegidas que juntas têm uma área de 3,444 km². Neste local existem zonas húmidas de excepcional importância para as aves aquáticas, especialmente espécies ameaçadas como a garça-siberiana, o pelicano-crespo e outras. |      |
| Montanha de Solimão                                          |        | Quirguistão             | Osh 40° 31′ 52″ N, 72° 46′ 58″ L                                | Cultural: (iii), (vi)             | 2009 | Com vista para o Vale de Fergana, a Montanha de Solimão foi considerado uma montanha sagrada e um farol para guiar os viajantes por mais de mil e quinhentos anos. Os cinco picos e encostas desta montanha incluem antigos locais de culto e cavernas com inscrições rupestres, bem como duas mesquitas do século XVI em parte reconstruídas. A propriedade inclui 17 locais de culto, alguns dos quais ainda em atividade. |      |
| Sítio proto-urbano de Sarazm                                 |        | Tajiquistão             | Sughd 39° 30′ 28″ N, 67° 27′ 37″ L                              | Cultural: (ii), (iii)             | 2010 | Sarazm, que remonta ao quarto milênio a.C., é uma das cidades mais antigas da Ásia Central. A arqueologia mostra o desenvolvimento de um estilo urbano primitivo prematuro nesta área. A cidade surgiu no meio de um amplo vale adequado para agricultura e pastagem, e o povo de Sarazm se destacou no comércio com o resto da Ásia Central, Irã e Índia. |      |
| Planalto Putorana                                            |        | Rússia                  | Taymyria 69° 02′ 49″ N, 94° 09′ 29″ L                           | Natural: (vii), (ix)              | 2010 | Este sítio está localizado na Reserva natural de Putorana, na parte norte da Sibéria Central, a cerca de cem quilômetros ao norte do Círculo Polar Ártico. O local inclui toda a gama de ecossistemas polares e subárticos em uma série de montanhas isoladas, como: taiga, tundra e sistemas desérticos, bem como sistemas intactos de lagos e rios de água fria. |      |
| Parque Natural dos Pilares do Lena                           |        | Rússia                  | Sakha 60° 40′ 00″ N, 127° 00′ 00″ L                             | Natural: (viii)                   | 2012 | O Parque Natural dos Pilares do Lena distingue-se pela presença de impressionantes pilares rochosos com cerca de 100 metros de altura ao longo das margens do rio Lena, na parte central da República de Sakha (Yakutia). Essas colunas surgiram devido ao clima intensamente continental predominante na região, que muitas vezes tem uma faixa de temperatura de 100°C (de menos de 60°C no inverno a mais de 40°C no verão). |      |
| Parque Nacional Tajique (Montanhas Pamir)                    |        | Tajiquistão             | Região de Subordinação à República 38° 45′ 54″ N, 72° 18′ 19″ L | Natural: (vii), (viii)            | 2013 | O Parque Nacional das Montanhas Tajique (Pamir) cobre uma área de 25,000 km² e inclui um planalto a leste e altas montanhas a oeste, chegando a 7,000 metros. As temperaturas variam muito durante as estações do ano. O parque possui a maior geleira fora da região polar, além de 170 rios e 400 lagos. |      |
| Rotas da Seda: a rede de rotas do corredor Chang'an–Tianshan |        | Cazaquistão Quirguistão | Almati / Jambyl / Chuy                                          | Cultural: (ii)(iii)(iv)(vi)       | 2014 | Este trecho da Rota da Seda se estende por 5,000 km cortando três países: China, Cazaquistão e Uzbequistão. A propriedade listada inclui 33 locais diferentes com grandes cidades, palácios, aldeias comerciais, passagens nas montanhas, faróis, partes da Grande Muralha da China, fortes e santuários. |      |
| Paisagens de Dauria                                          |        | Rússia Mongólia         | Transbaicália / Dornod49° 55′ N, 115° 25′ L                     | Natural: (ix), (x)                | 2017 | Este local é um excelente exemplo da ecorregião da estepe Dauria, que se estende do leste da Mongólia à Sibéria russa e ao nordeste da China. As alterações climáticas cíclicas, com períodos húmidos e secos distintos, conduzem a uma grande diversidade de espécies e ecossistemas de importância global. Os diferentes tipos de ecossistemas estepários representados, como pastagens e florestas, mas também lagos e zonas húmidas, servem de habitat a espécies raras de fauna, como o grou-de-pescoço-branco, a abetarda, a gaivota de naufrágio e o ganso-cisne, bem como milhões de aves migratórias vulneráveis, em perigo ou ameaçadas. |      |